# カシオペヤ座イータ星

カシオペヤ座η星（カシオペヤざイータせい、η Cas）は、カシオペヤ座の恒星で3等星。この恒星は二重星である。

## 名称
固有名はAchird。この名称はアントニーン・ベチュヴァーシュの星図にしか見られず、その出所が明らかではないが、2017年9月5日、国際天文学連合の恒星の命名に関するワーキンググループ (Working Group on Star Names, WGSN) は、カシオペヤ座η星Aの固有名として、Achird を正式に承認した。